# Ulkar Karimova
Ulkar Karimova, född 22 juni 1994 i Baku, Azerbajdzjan, är en volleybollspelare (vänsterspiker).
Karimova har representerade Azerbajdzjan både på junior- och seniornivå. Hon har spelat sin klubbkarriär i Azerbajdzjan